# سیارک ۲۵۳۱۲
سیارک ۲۵۳۱۲ (به انگلیسی: 25312 Asiapossenti، نامگذاری:1998YU6) بیست و پنج هزار و سیصد و دوازدهمین سیارک کشف شده‌است که در ۲۲ دسامبر ۱۹۹۸ کشف شد.
قدر مطلق سیارک برابر ۴۸.۹ است.